# Phillip Danault
Phillip Danault, född 24 februari 1993, är en kanadensisk professionell ishockeyspelare som spelar för Montreal Canadiens i National Hockey League (NHL). Han har tidigare spelat på NHL-nivå för Chicago Blackhawks och på lägre nivåer för Rockford Icehogs i American Hockey League (AHL) och Tigres de Victoriaville och Moncton Wildcats i Ligue de hockey junior majeur du Québec (LHJMQ).
Danault draftades i första rundan i 2011 års draft av Chicago Blackhawks som 26:e spelaren totalt.

## Statistik
| 2008–2009    | Estacades de Trois-Rivières | MAAA         | 44  | 8  | 19  | 27  | 32  | 19 | 4 | 11 | 15 | 8  |
| 2009–2010    | Tigres de Victoriaville     | LHJMQ        | 61  | 10 | 18  | 28  | 54  | 16 | 0 | 1  | 1  | 8  |
| 2010–2011    | Tigres de Victoriaville     | LHJMQ        | 64  | 23 | 44  | 67  | 59  | 9  | 5 | 10 | 15 | 6  |
| 2011–2012    | Tigres de Victoriaville     | LHJMQ        | 62  | 18 | 53  | 71  | 61  | 4  | 0 | 3  | 3  | 4  |
|              | Rockford Icehogs            | AHL          | 7   | 0  | 2   | 2   | 10  | —  | — | —  | —  | —  |
| 2012–2013    | Tigres de Victoriaville     | LHJMQ        | 29  | 14 | 30  | 44  | 28  | —  | — | —  | —  | —  |
|              | Moncton Wildcats            | LHJMQ        | 27  | 9  | 23  | 22  | 4   | 1  | 3 | 4  | 0  |    |
|              | Rockford Icehogs            | AHL          | 5   | 0  | 0   | 0   | 2   | —  | — | —  | —  | —  |
| 2013–2014    | Rockford Icehogs            | AHL          | 72  | 6  | 20  | 26  | 40  | —  | — | —  | —  | —  |
| 2014–2015    | Chicago Blackhawks          | NHL          | 2   | 0  | 0   | 0   | 0   | —  | — | —  | —  | —  |
|              | Rockford Icehogs            | AHL          | 70  | 13 | 25  | 38  | 38  | 8  | 3 | 2  | 5  | 20 |
| 2015–2016    | Chicago Blackhawks          | NHL          | 30  | 1  | 4   | 5   | 6   | —  | — | —  | —  | —  |
|              | Rockford Icehogs            | AHL          | 6   | 1  | 1   | 2   | 4   | —  | — | —  | —  | —  |
| NHL totalt   | NHL totalt                  | NHL totalt   | 32  | 1  | 4   | 5   | 6   | —  | — | —  | —  | —  |
| AHL totalt   | AHL totalt                  | AHL totalt   | 160 | 20 | 48  | 68  | 94  | 8  | 3 | 2  | 5  | 20 |
| LHJMQ totalt | LHJMQ totalt                | LHJMQ totalt | 243 | 74 | 177 | 251 | 224 | 33 | 6 | 17 | 23 | 18 |